# Epicypta dilatata
Epicypta dilatata är en tvåvingeart som beskrevs av Tonnoir och Edwards 1927. Epicypta dilatata ingår i släktet Epicypta och familjen svampmyggor. Inga underarter finns listade i Catalogue of Life.